# کارناوال ونیز
کارناوال ونیز (به ایتالیایی: Carnevale di Venezia) هرساله حدود اوایل فوریه در شهر ونیز ایتالیا برگزار می‌شود که از قدیمی‌ترین و مشهورترین جشن‌های جهان است و هر سال ۵۸ روز پیش از عید پاک (دو جمعه پیش از سه‌شنبه اعتراف) آغاز به کار می‌کند.
فلسفه استفاده از ماسکهای خاص در این کارناوال، به از بین بردن اختلاف ظاهری بین طبقات غنی و فقیر باز می‌گردد و همچنین فرصتی هم برای دست انداختن مقامات و قدرتمندان جامعه ایجاد می‌کند. ایتالیایی‌ها مثلی دارند که می‌گوید: "در زمان کارناوال هر نوع شوخی روا است!"
این مراسم که در حدود زمانی فستیوال ماه روزه‌داری کلیسای کاتولیک رم و در واقع جشنهایی است که قبل از این ماه و چند روز مانده به روز چهارشنبه توبه یا چهارشنبه خاکستری انجام می‌شود.

## تاریخچه
قدیمی‌ترین مدرکی که در آن از کارناوال ونیز یاد شده به سال ۱۰۹۴ میلادی بازمی‌گردد و بنابر تصور عامه مردم، کارناوال ونیز از جشن سالیانه پیروزی دوک ویتاله میچیلی دوم بر اولریش دوم از تره ون فرمانروای آکوئیلیا در ۱۱۶۲ سرچشمه گرفته‌است.
ماسک سازان از جایگاه ویژه ای در جامعه برخوردار بودند، قانون خود و صنف خود را داشتند.
شواهد کمتری در مورد انگیزه اولین ماسک استفاده شده در ونیز وجود دارد. یک دانشمند استدلال می‌کند که پوشاندن صورت در انظار عمومی پاسخی منحصر به فرد ونیزی به یکی از سفت و سخت‌ترین سلسله مراتب طبقاتی در تاریخ اروپا بود. در طول کارناوال، قوانین جمع‌آوری به حالت تعلیق درآمد، و افراد می‌توانستند به جای آنچه طبق قانون برای حرفه و طبقه اجتماعی آنها وضع شده بود، مطابق میل خود لباس بپوشند.
اولین منابع مستند ذکر شده در مورد استفاده از ماسک در ونیز را می‌توان در قرن سیزدهم یافت. شورای عالی پرتاب تخم مرغ معطر را برای افراد نقاب دار جرم دانست. این ovi odoriferi پوسته‌های تخم مرغ بود که معمولاً با عطر گلاب پر می‌شد و توسط مردان جوان به طرف دوستانشان یا زنان جوانی که آنها تحسین می‌کردند پرتاب می‌شد. با این حال، در برخی موارد، تخمها با جوهر یا مواد آسیب رسان دیگر پر می‌شدند. قمار در ملا public عام معمولاً غیرقانونی بود، مگر در کارناوال. این سند حکم می‌کند که افراد نقاب دار قمار ممنوع است.
قانون دیگری در سال ۱۳۳۹ ونیزی‌ها را از پوشیدن لباس مبدل مبتذل و بازدید از صومعه سرای ماسک پوش منع می‌کند. این قانون همچنین نقاشی صورت، یا پوشیدن ریش یا کلاه گیس‌های کاذب را ممنوع کرده‌است.
در اواخر جمهوری، استفاده از ماسک در زندگی روزمره به شدت محدود شد. در قرن هجدهم، از ۲۶ دسامبر فقط حدود سه ماه محدود شد. ماسکها به‌طور سنتی با مهره‌های تزئینی رنگی پوشیده می‌شدند.

## زمان برگزاری
کارناوال جدید ونیز به مدت ۱۱ روز می‌باشد که از دو جمعه قبل از روز سه‌شنبه اعتراف (قبل از چهارشنبه خاکستر) آغاز می‌شود، روز سه‌شنبه به اوج خود می‌رسد. این تاریخ هرسال تغییر می‌کند و زمان برگزاری آن در سال‌های گذشته به شرح زیر است:
- ۲۰۰۷ از روز ۹ تا ۲۰ فوریه
- ۲۰۰۸ از ۲۵ ژانویه تا ۵ فوریه
- ۲۰۰۹ از ۱۳ تا ۲۴ فوریه
- ۲۰۱۰ از ۵ تا ۱۶ فوریه

## ماسک‌ها

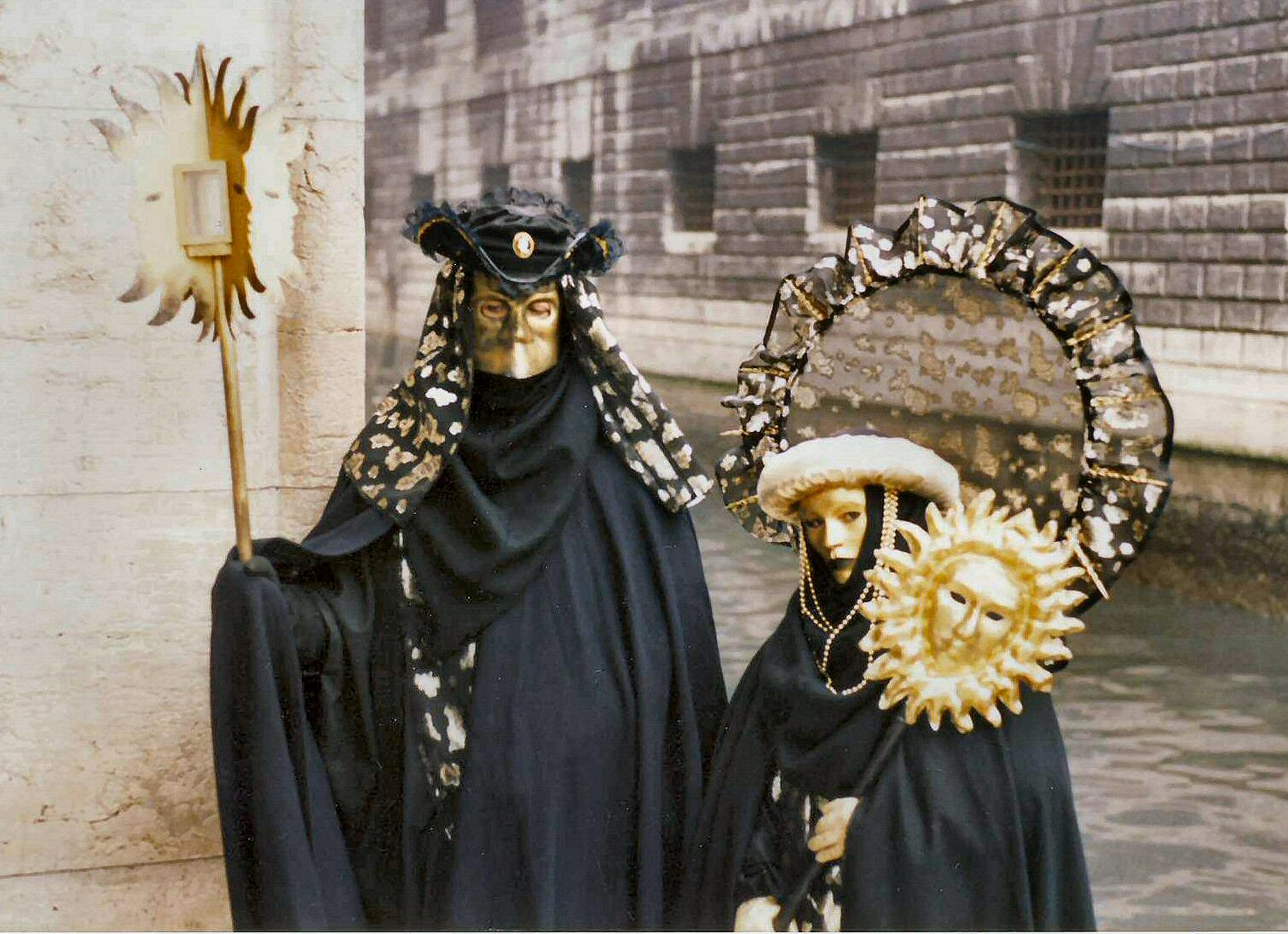
یک زن و مرد با ماسک‌های طلایی

در این کارناوال مرسوم است که یک زن و مرد لباس و ماسک مشابهی داشته باشند و مانند شخصیت‌های تمثیلی لباس بپوشند و در گذشته خیابان‌های ونیز پر از کسانی بود که ماسک بر چهره داشتند و نمی‌شد تفاوتی میان نجیب زادگان و افراد معمولی جامعه گذاشت.

## نگارخانه

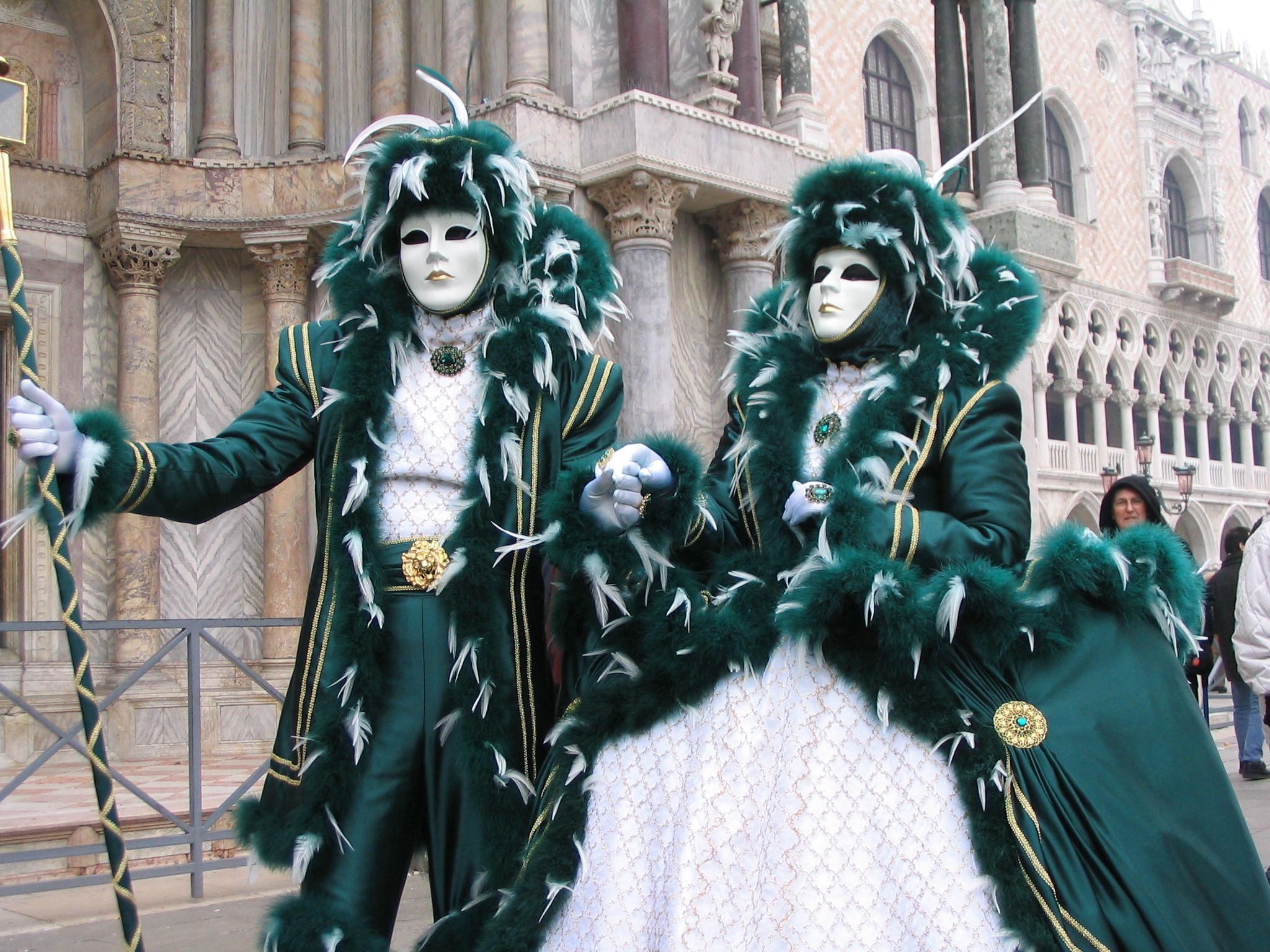
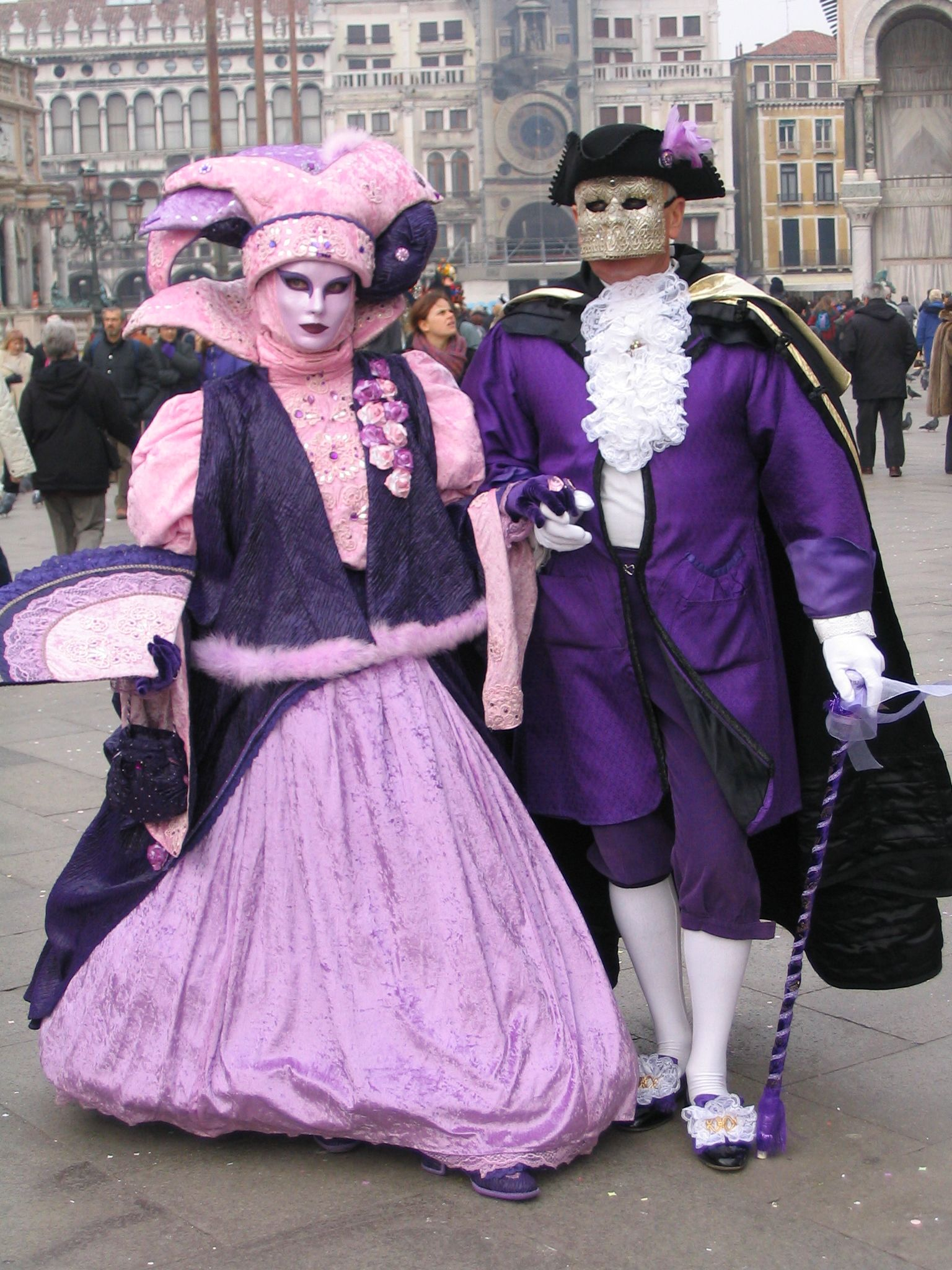
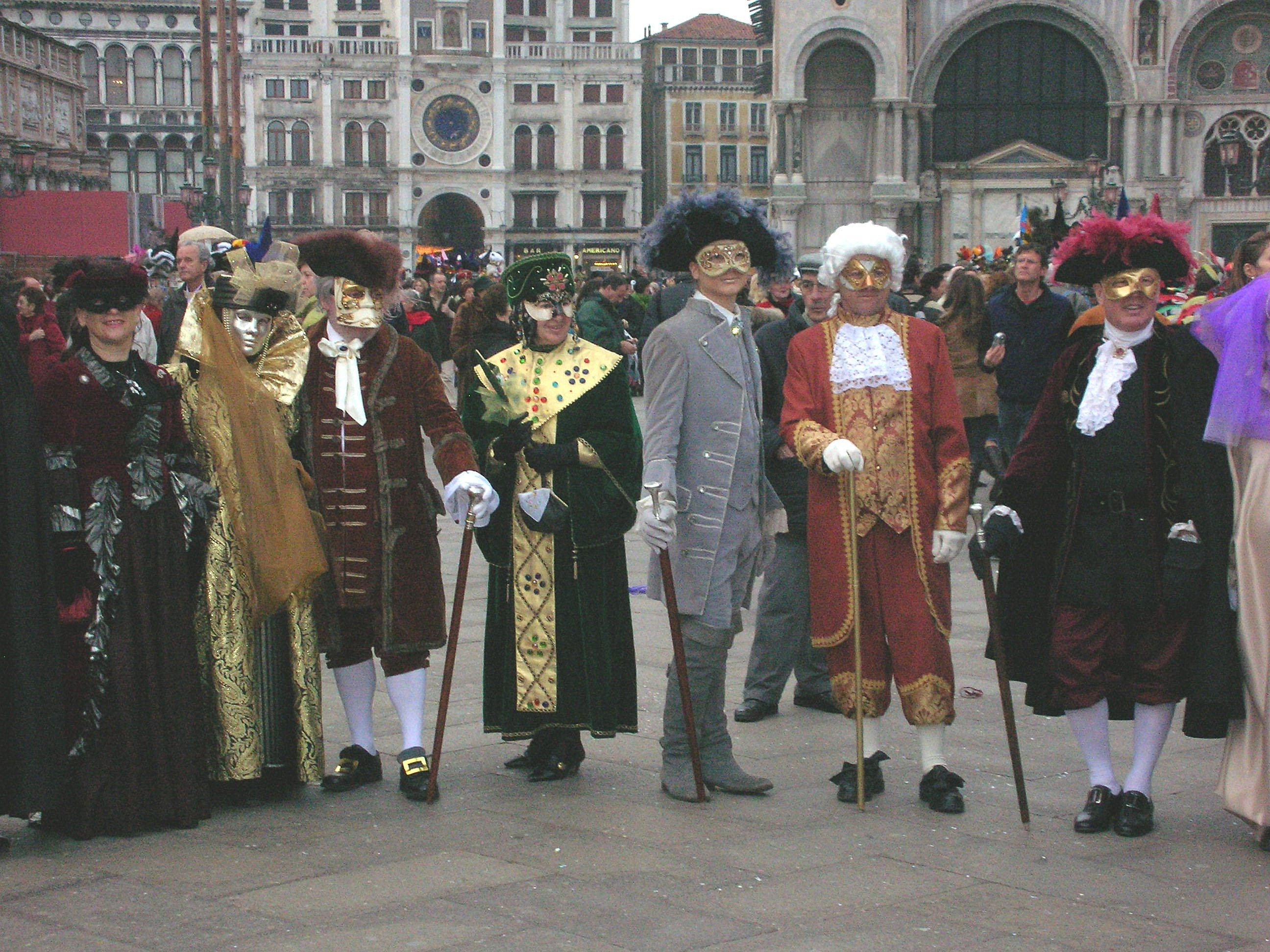
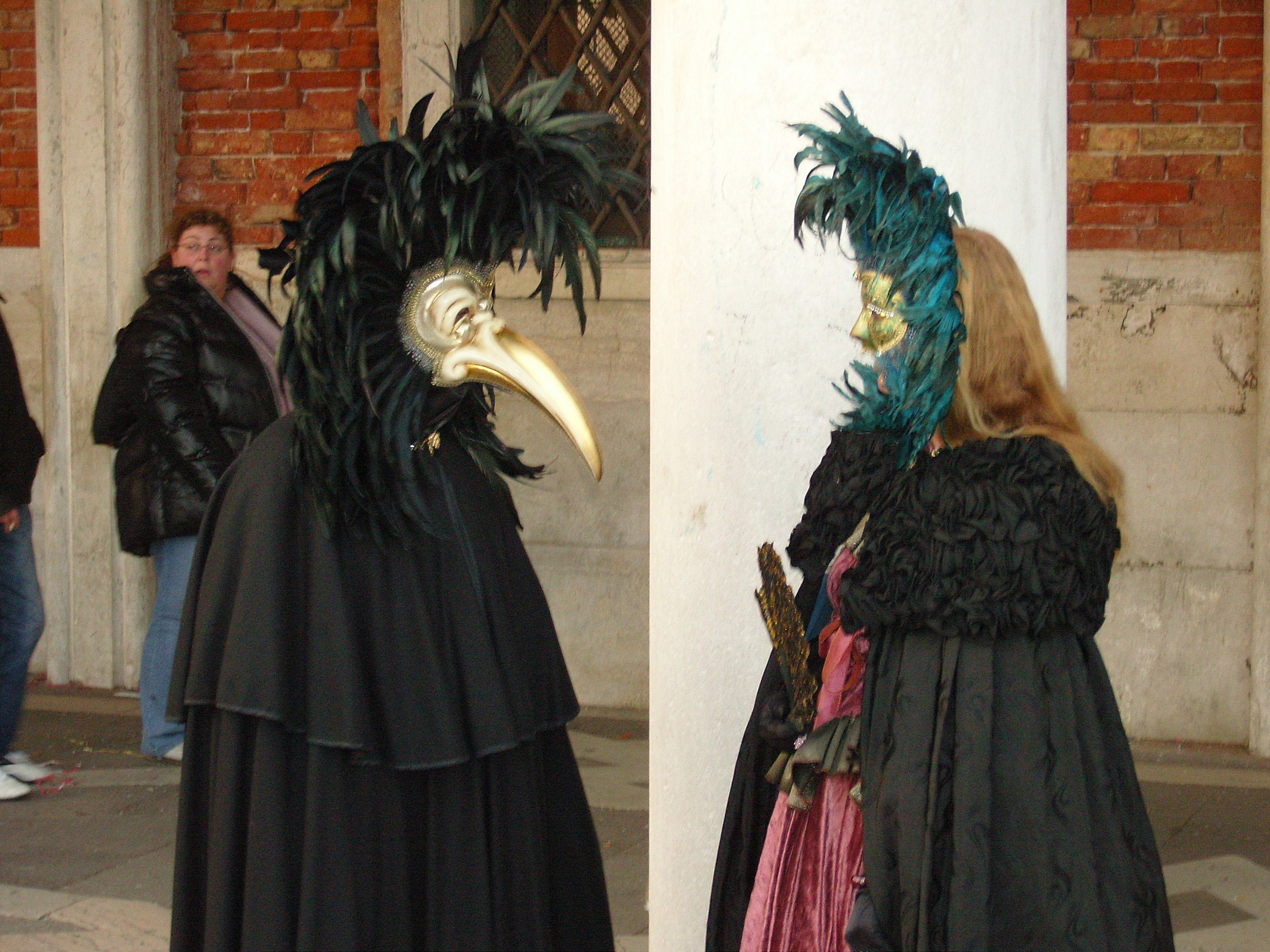
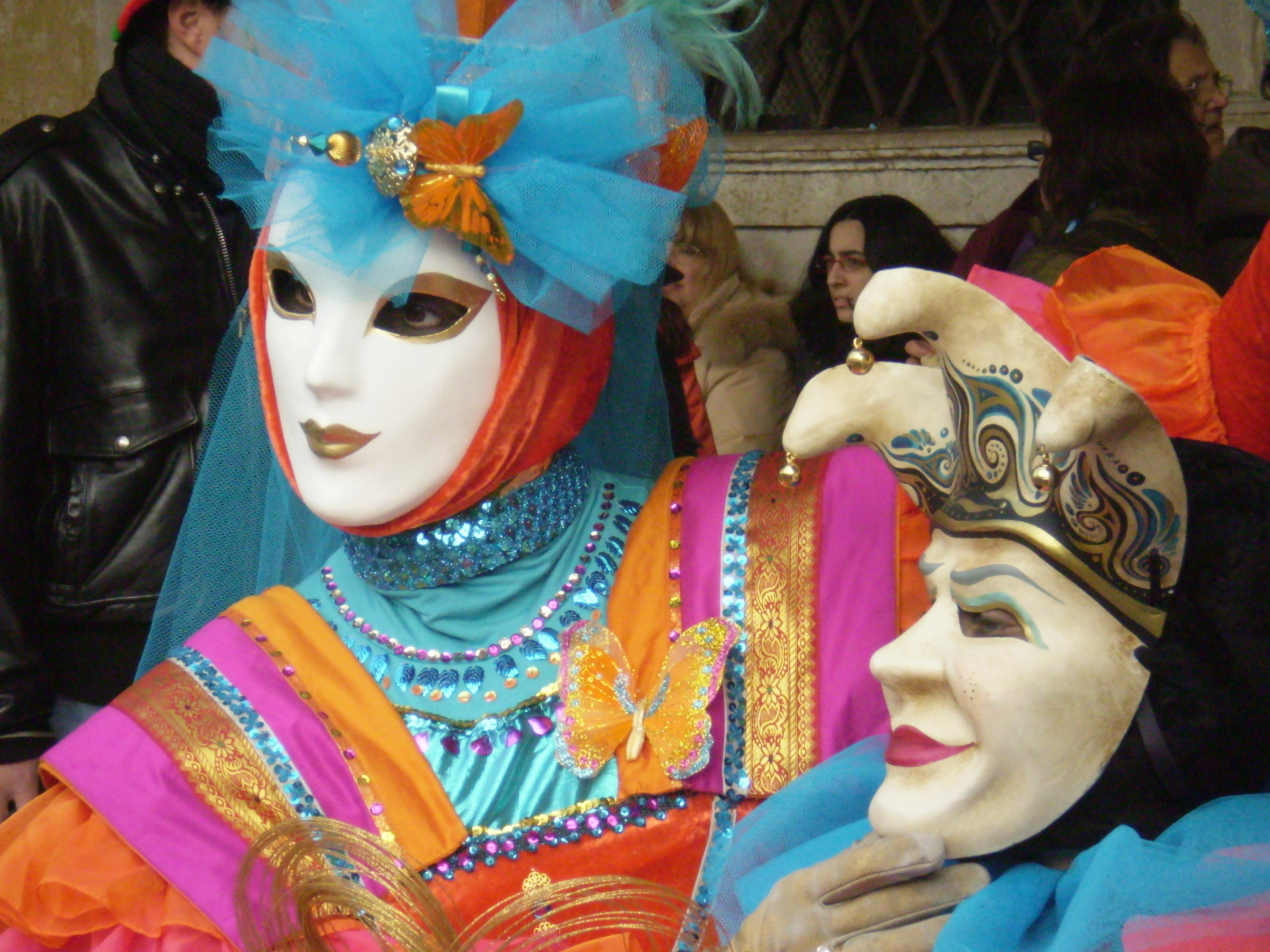
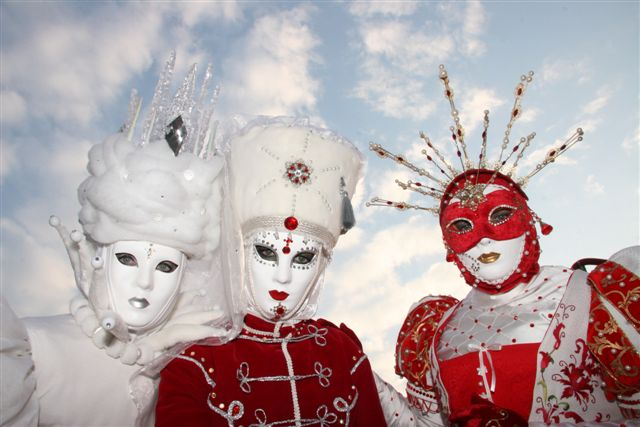
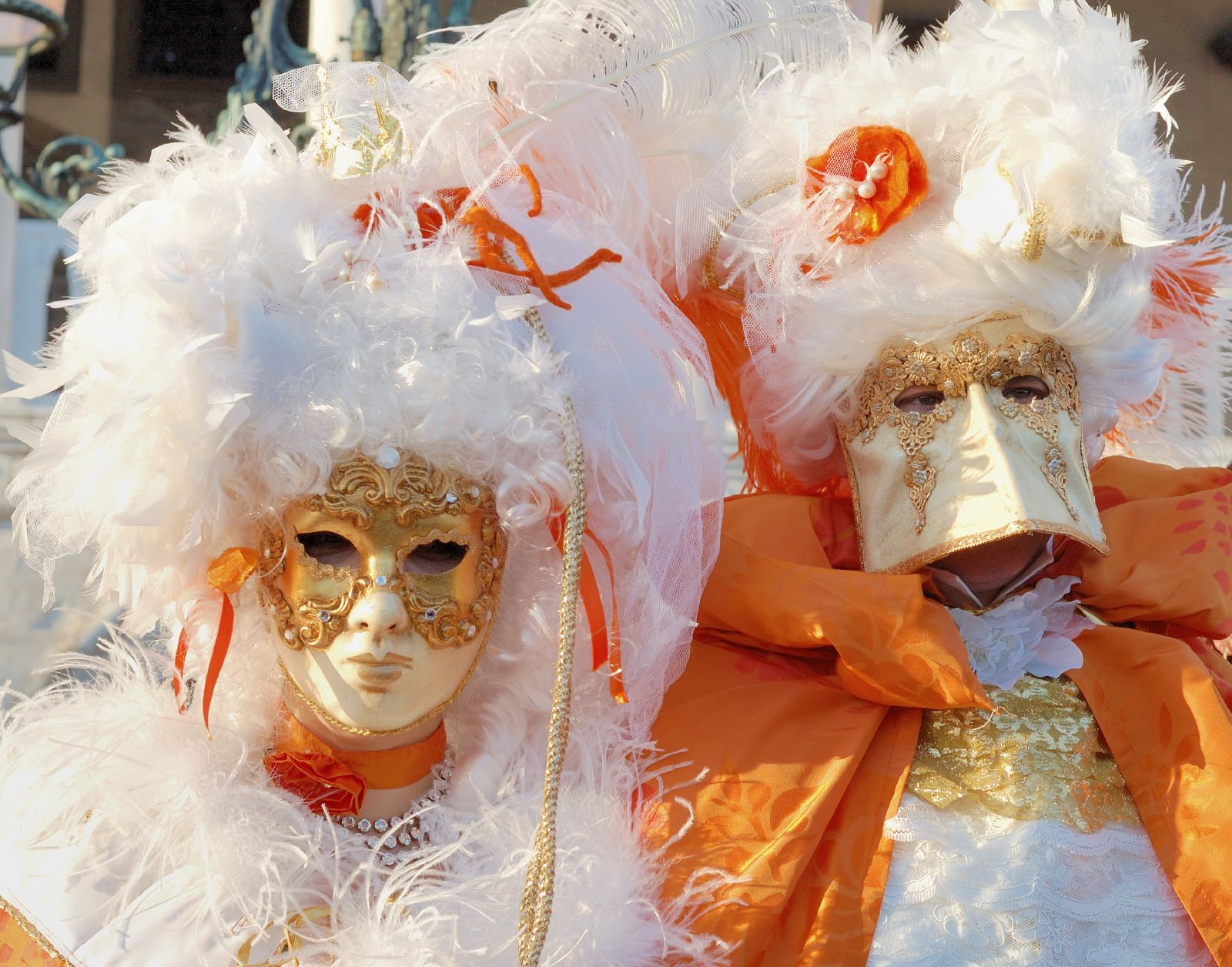
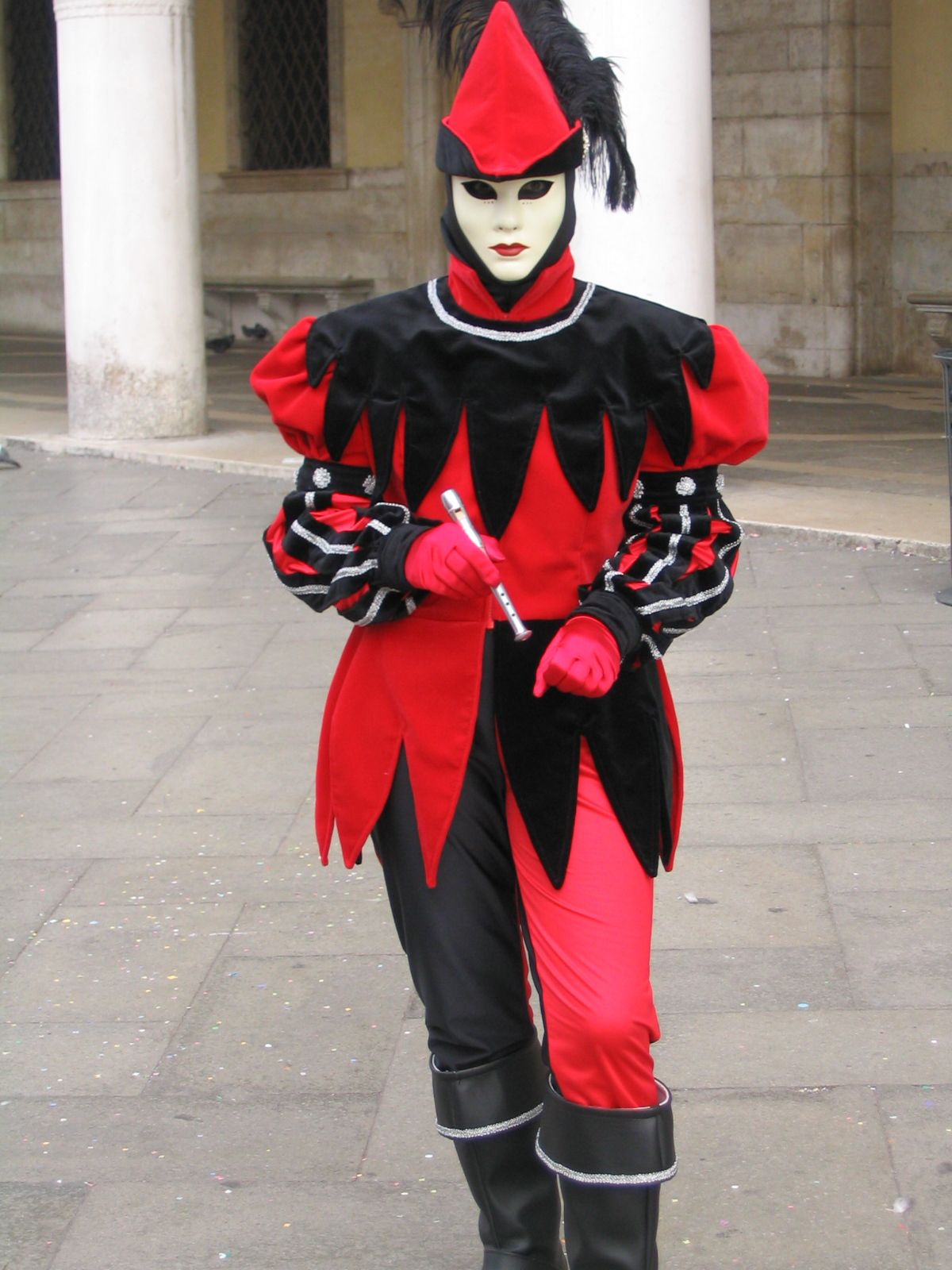
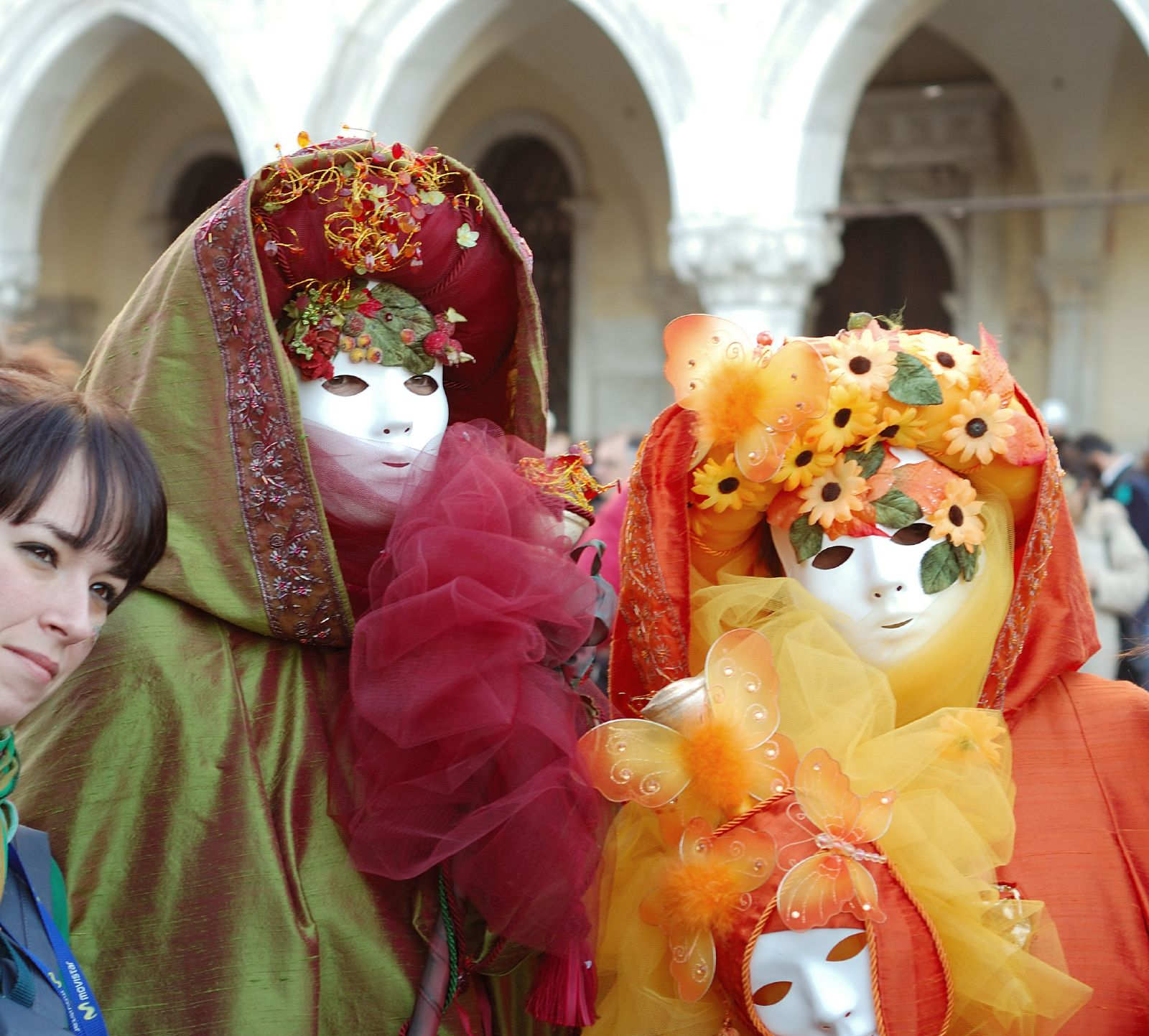
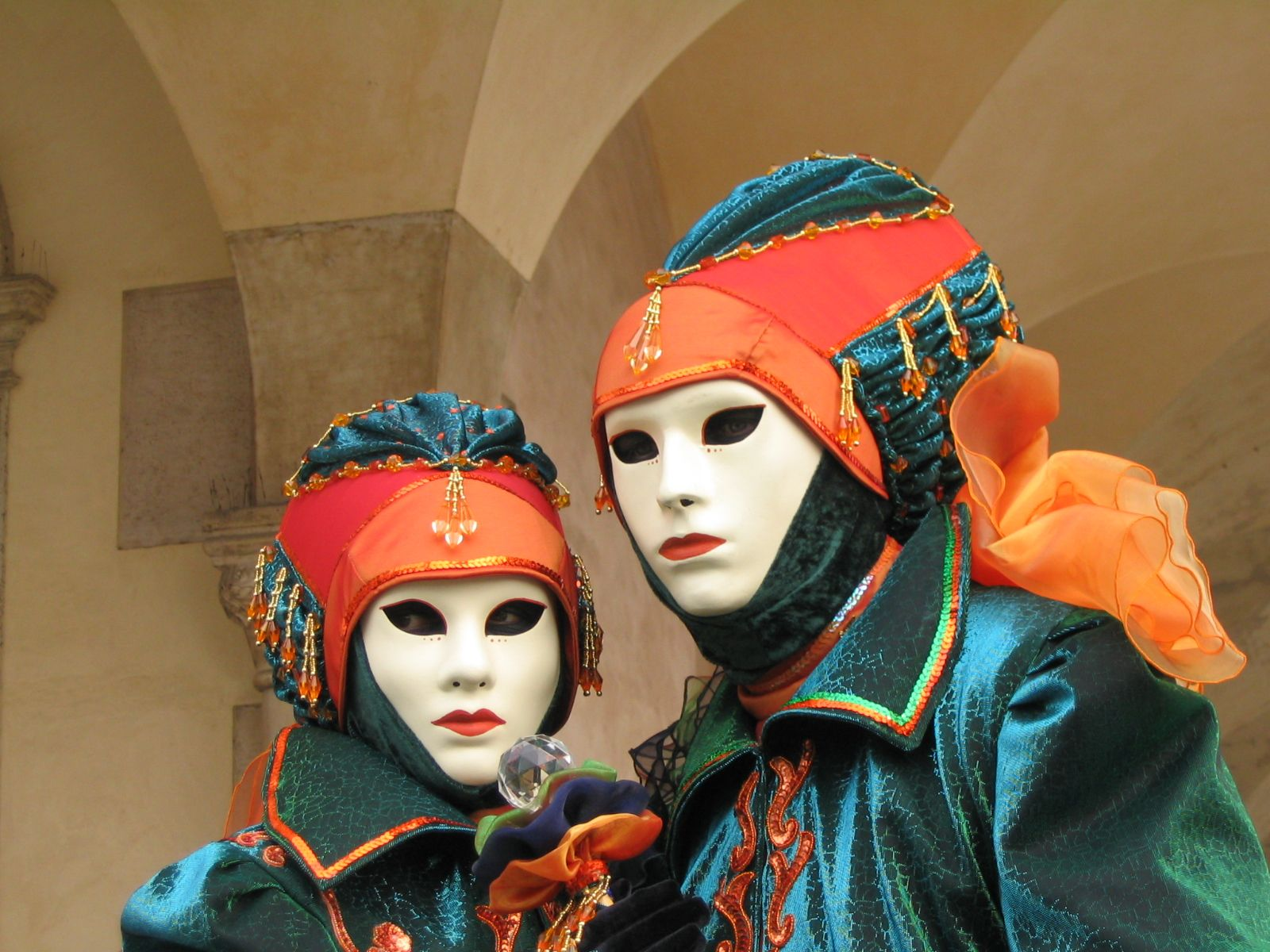
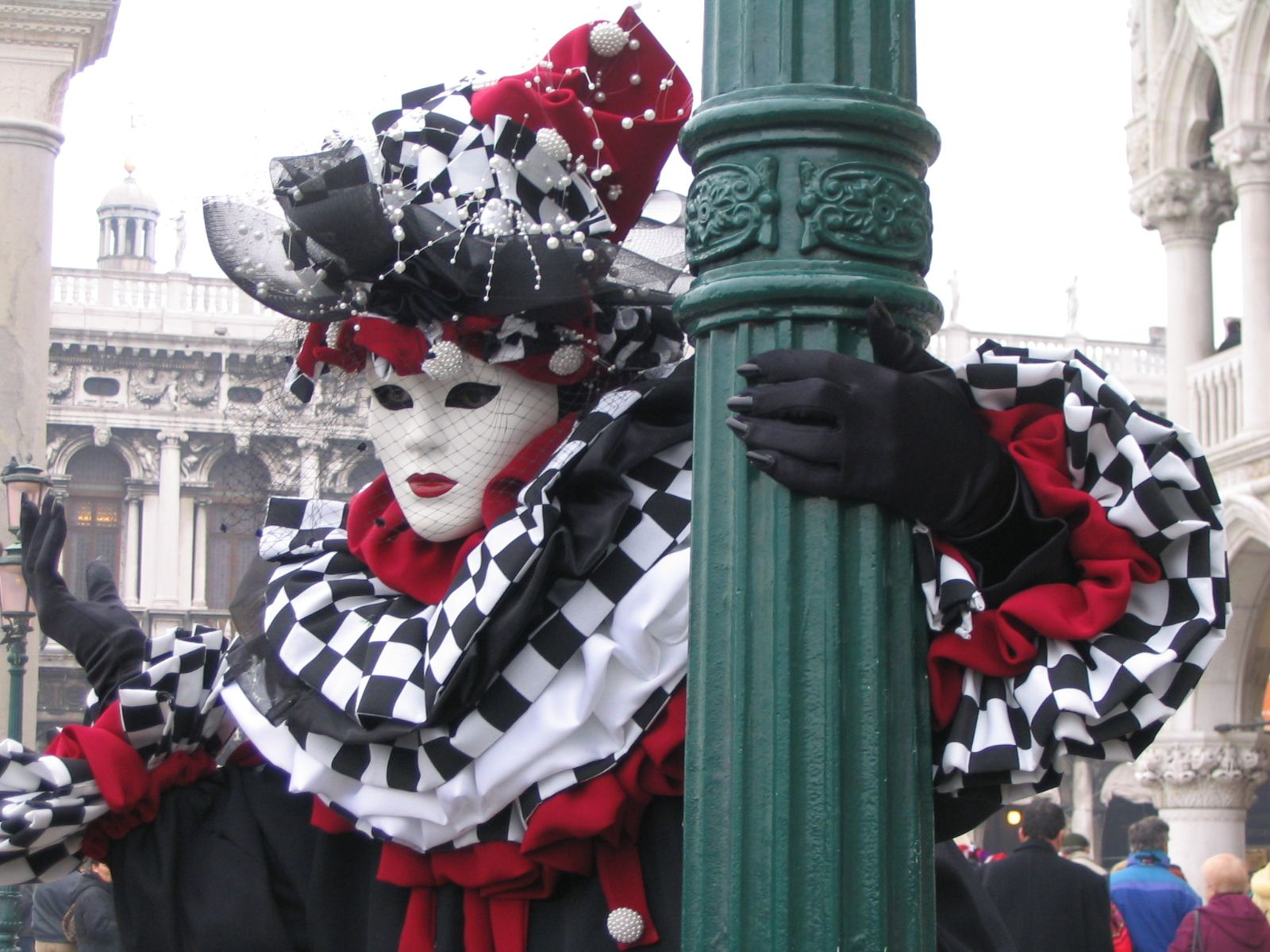
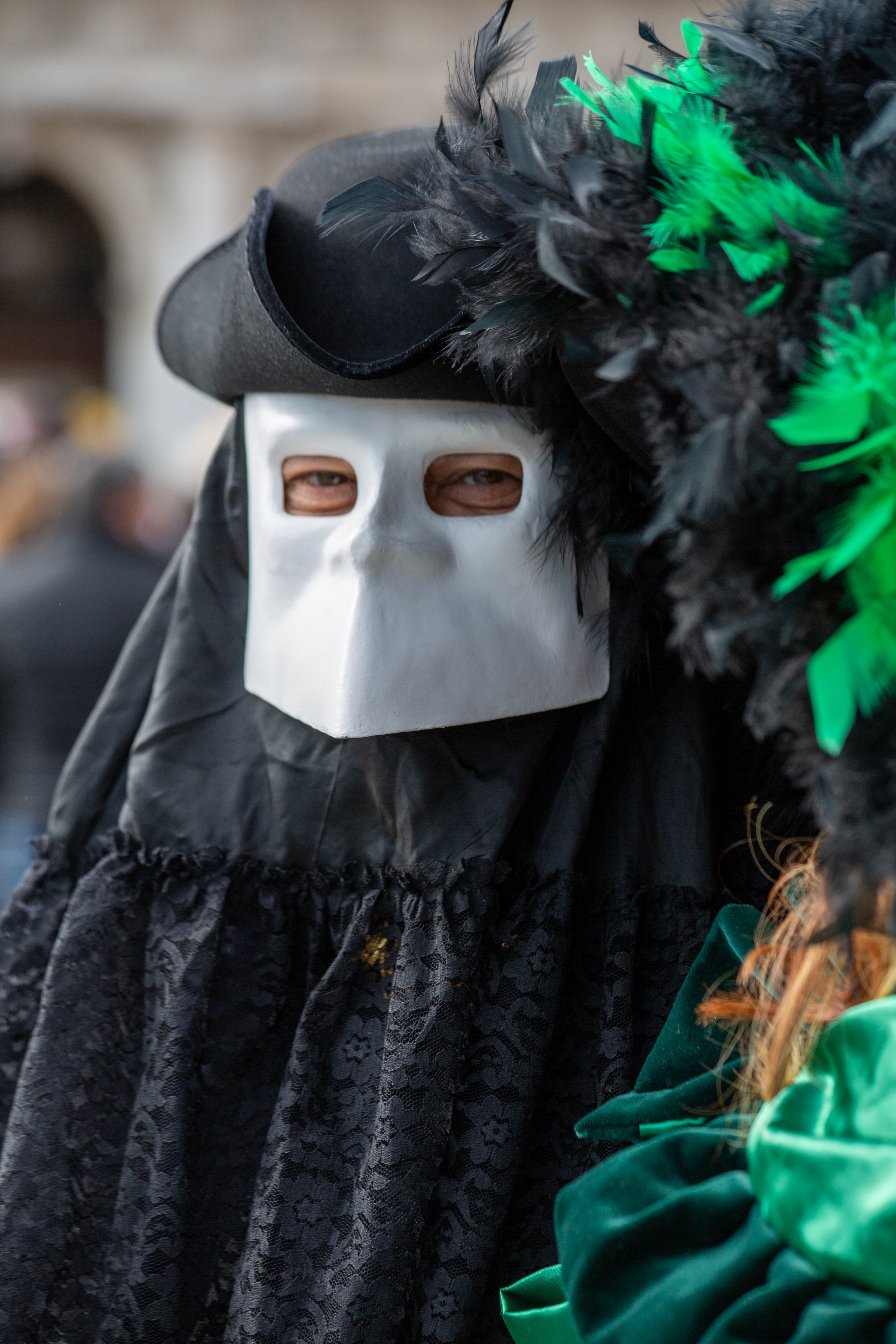
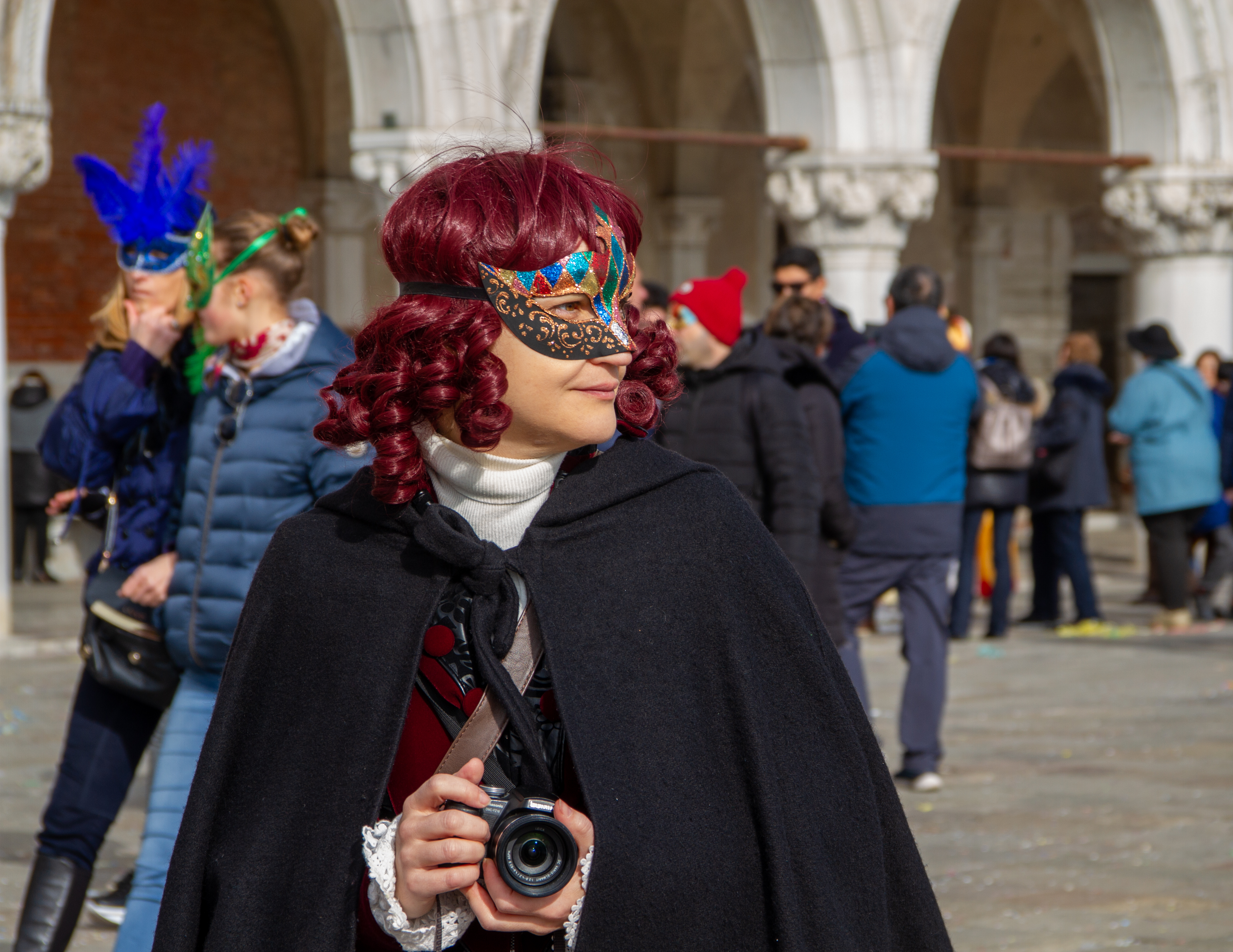
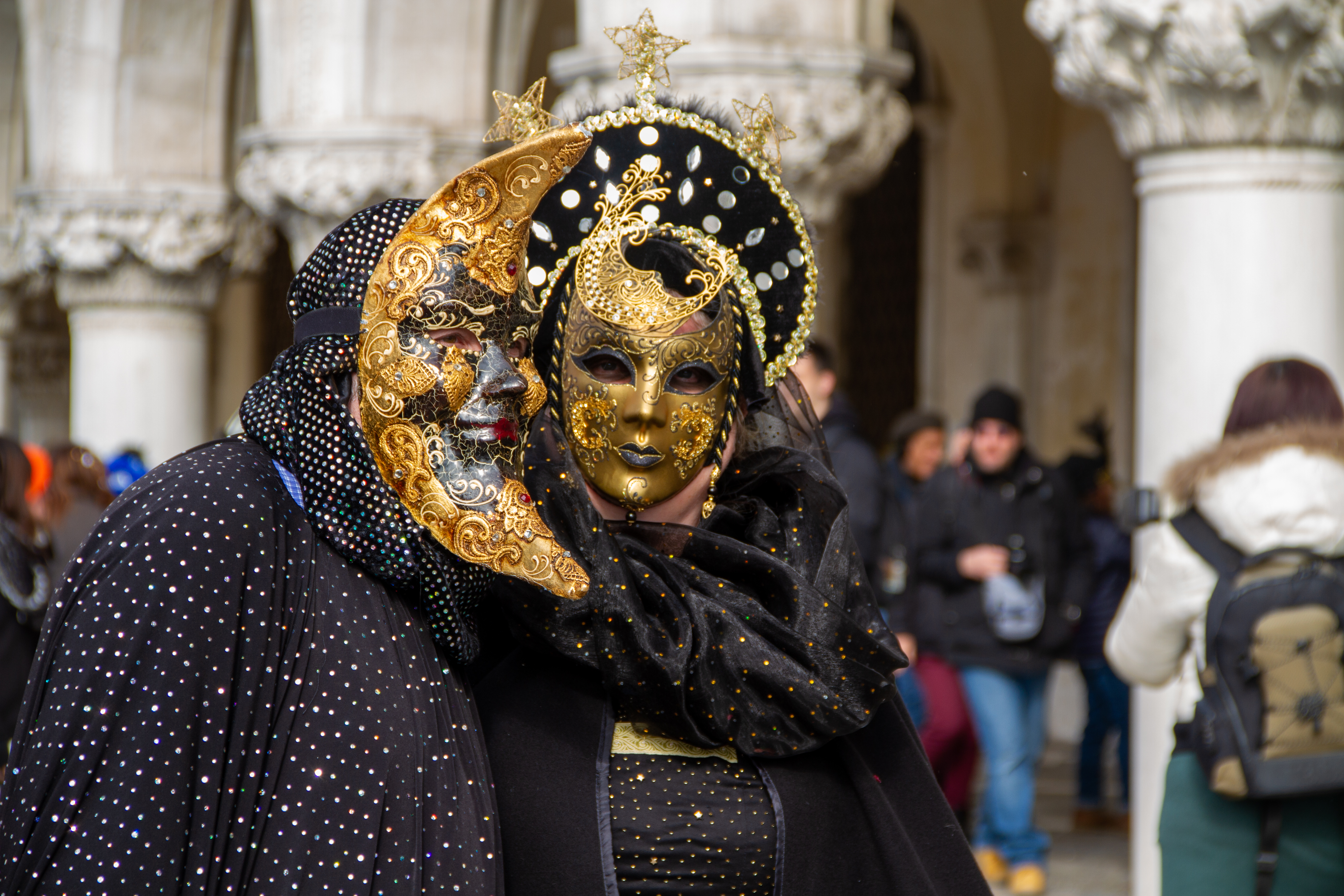
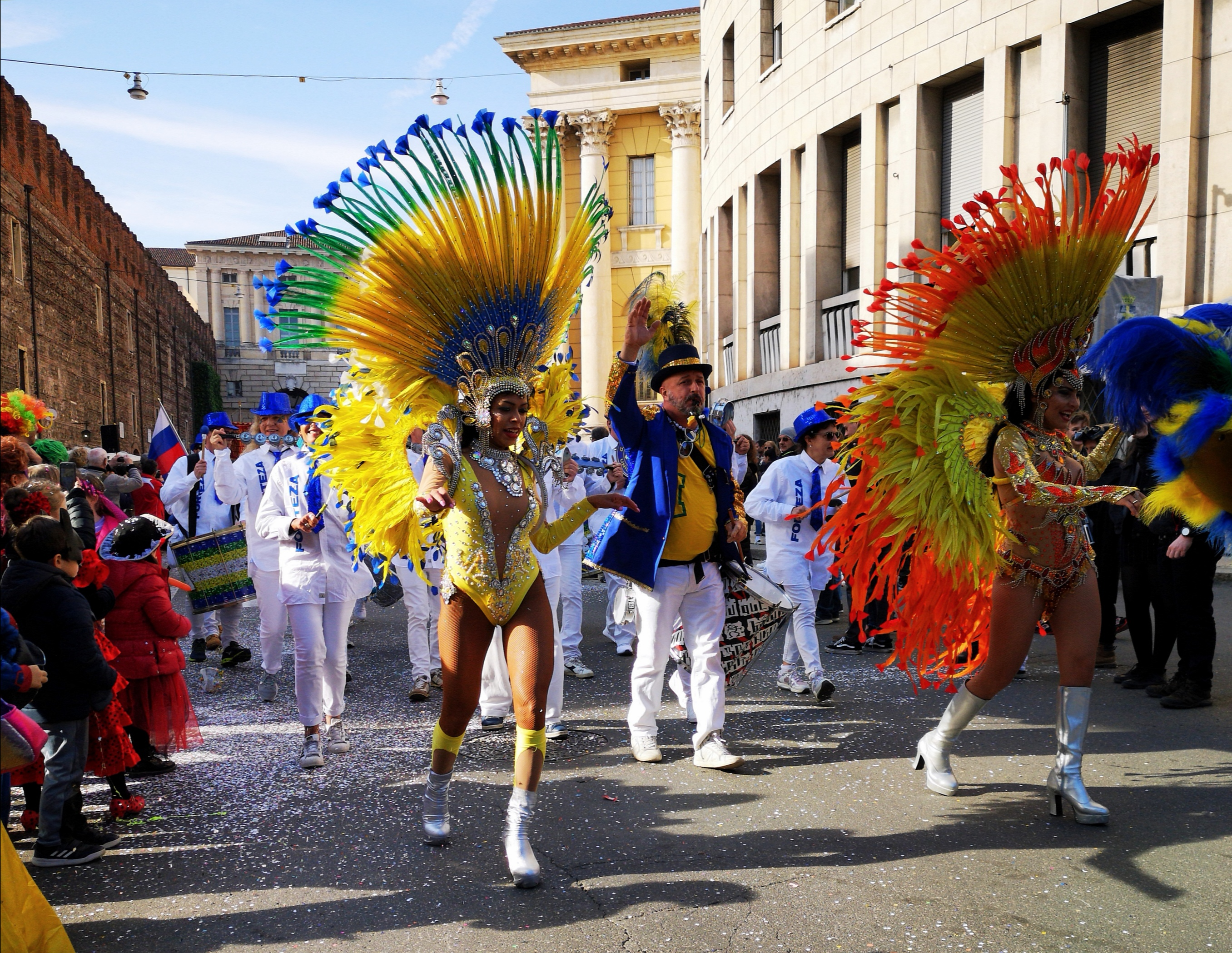
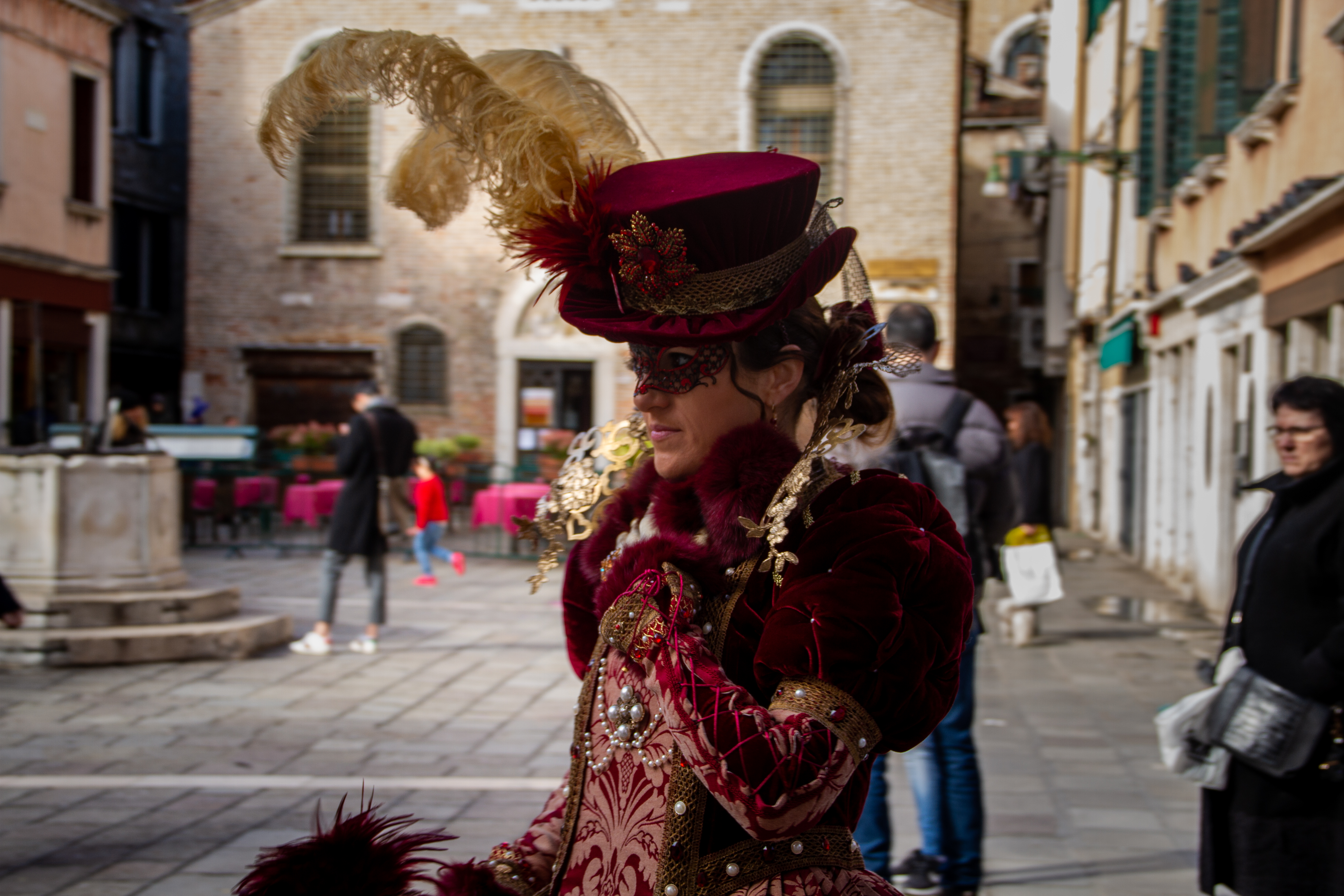
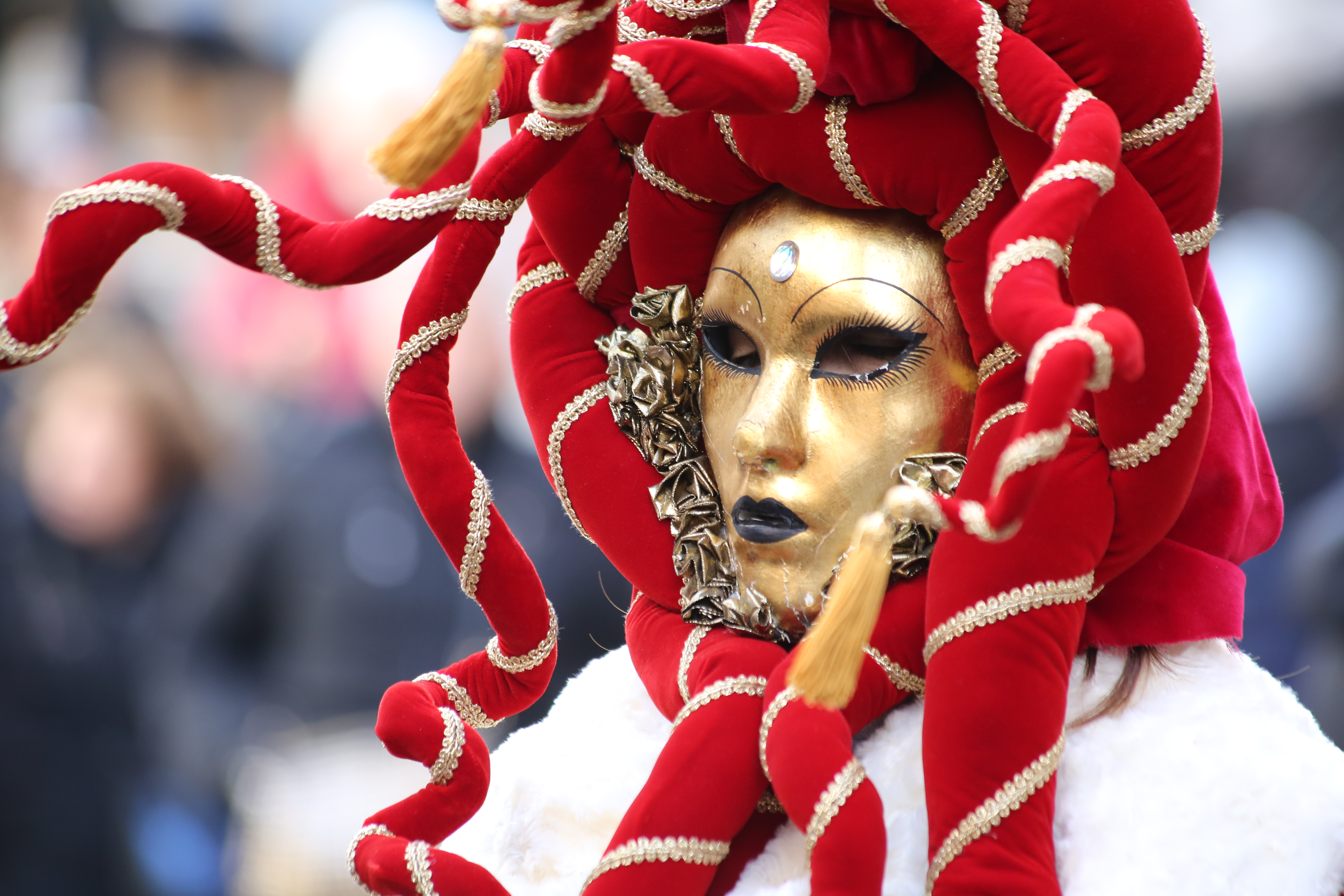